# Американский ниндзя
«Америка́нский ни́ндзя» — кинофильм, снятый режиссёром Сэмом Фёрстенбергом, вышедший в 1985 году. Первая большая и главная роль в кино малоизвестного до этого актера Майкла Дудикоффа.

## Сюжет
Рядовой Джо Армстронг призван в армию США по приговору судьи в качестве альтернативы тюрьме. Во время службы на Филиппинах Джо сражается с Орденом ниндзя чёрной звезды. Он спасает от похищения Патрисию Хикок — дочь полковника Уильяма Хикока, командира Джо. Но так как остальная часть взвода Джо уничтожена Орденом ниндзя, популярность Джо среди сослуживцев падает, даже когда он становится мишенью для Главы ордена ниндзя.
Во время выполнения хозяйственных работ на базе капрал Кёртис Джексон провоцирует Джо на драку. В драке навыки рукопашного боя Джексона не могут сравниться с ниндзюцу Джо и это сильно впечатляет его однополчан. Вскоре после этого Джексон узнаёт, что Джо страдает амнезией; он мало что помнит из своего прошлого, кроме работы с различными уличными бандами и освоения ряда иноземных боевых искусств. Благодарная Патрисия организовывает свидание с Джо. Для этого Джексон и Чарли Мэдисон помогают Джо ускользнуть с базы. Во время свидания их замечает сержант Ринальдо, который  в это время проводит деловую встречу с торговцем черного рынка Виктором Ортегой. Чтобы избавиться от Джо, Ринальдо отправляет его на заброшенный склад, якобы в целях доставки груза. Чёрные ниндзя из засады нападают на Джо, но он побеждает их. Затем грузовик Джо угоняют и он преследует его на мотоцикле. Водитель грузовика переезжает мотоцикл Джо. Думая, что Джо мёртв, бандит доставляет грузовик Ортеге. Джо тем временем, скрываясь под грузовиком, проникает на главную базу Ортеги, которая оказывается тренировочным лагерем Чёрных ниндзя.
Ортега платит Чёрным ниндзя за украденное у армии оружие, которое он затем перепродаёт по более высокой цене. Джо обнаруживают солдаты Ортеги, но ему помогает бежать слуга Ортеги Синюки. Джо возвращается на базу, где его сразу же арестовывает военная полиция, которая думает, что он причастен к краже оружия. Джексон понимает, что Джо подставили и тщетно пытается оправдать его перед Ринальдо. Ночью глава ордена ниндзя проникает в тюрьму для военнослужащих, убивает постовых и затем пытается убить Джо. Но план убийцы сорван внезапным прибытием подкрепления военной полиции, никто из которых не увидел как глава ордена ниндзя убегает с места преступления. Один из мёртвых военных полицейских найден с метательной звездой в голове, которая ещё больше впутывает Джо в эти странные события.
Джексон, Чарли и Патрисия полагают, что Джо невиновен в случившемся. Они рассказывают её отцу всё, что знают об угоне и убийствах, но он просто насмехается над их рассказом. Позже Хикок встречается с глазу на глаз с Ринальдо — оказывается полковник тоже сообщник Ортеги. Полковник Хикок приказывает Ринальдо убить Джо. Тем временем глава ниндзя проникает в дом полковника и похищает Патрисию, так как её отец стал менее надёжным партнёром. Ринальдо пытается столкнуть Джо с дороги, но разбивается сам. Джо возвращается на базу Ортеги, где он воссоединяется с Синюки.
Оказывается, что Синюки, солдат имперской армии, усыновивший Джо после того, как родители мальчика умерли. Он обучил Джо приемам ниндзюцу, пока они не были отделены взрывной волной; каждый полагал, что другой мёртв в течение многих лет. Теперь Синюки заканчивает обучение Джо, и они начинают внезапное нападение на лагерь Ордена ниндзя. Синюки жертвует своей жизнью, чтобы помочь Джо победить главу ордена ниндзя. Между тем полковник Хикок нападает на поместье Ортеги для того, чтобы замести следы и спасти свою дочь. Ортега убивает отца Патрисии и садится с ней в вертолёт. Джо проникает в вертолёт Ортеги и вместе с Патрисией прыгает на крышу особняка непосредственно перед тем, как Джексон сбивает вертолёт и убивает Ортегу.

## В ролях
| Актёр          | Роль                   |
| -------------- | ---------------------- |
| Майкл Дудикофф | рядовой Джо Армстронг  |
| Стив Джеймс    | капрал Кёртис Джексон  |
| Джуди Аронсон  | Патрисия Хикок         |
| Гиш Кук        | полковник Хикок        |
| Фил Брок       | рядовой Чарли Мэдисон  |
| Джон Фуджиока  | Синюки                 |
| Дон Стюарт     | Виктор Ортега          |
| Джон Ла Мотта  | сержант Ринальдо       |
| Тадаси Ямасита | Чёрный ниндзя          |
| Джим Гейнс     | водитель грузовика     |
| Ричард Нортон  | офицер военной полиции |

## Съёмки
- Музыка, звучащая в сцене тренировки ниндзя, была также использована в боевых сценах другого фильма Фёрстенберга — «Месть ниндзя». Спустя год после выхода фильма Майкл Дудикофф и Стив Джеймс встретились в фильме «Кровавая сила».